# Pseudoselago prostrata
Pseudoselago prostrata är en flenörtsväxtart som beskrevs av O.M. Hilliard. Pseudoselago prostrata ingår i släktet Pseudoselago och familjen flenörtsväxter. Inga underarter finns listade i Catalogue of Life.